# Saint-Michel-Tubœuf
Saint-Michel-Tubœuf is een gemeente in het Franse departement Orne (regio Normandië) en telt 593 inwoners (2005). De plaats maakt deel uit van het arrondissement Mortagne-au-Perche.

## Geografie
De oppervlakte van Saint-Michel-Tubœuf bedraagt 8,8 km², de bevolkingsdichtheid is 67,4 inwoners per km².
De onderstaande kaart toont de ligging van Saint-Michel-Tubœuf met de belangrijkste infrastructuur en aangrenzende gemeenten.

## Demografie
Onderstaande figuur toont het verloop van het inwonertal (bron: INSEE-tellingen).
1. ↑  Populations de référence 2022.